# Język banacko-bułgarski
Język banacko-bułgarski lub język paulicjański – południowosłowiański mikrojęzyk literacki używany przez zamieszkujących Banat Bułgarów banackich.
Język banacko-bułgarski posiada niezależne od bułgarskiego pismo oparte na alfabecie łacińskim. Istnieje bogata literatura banacko-bułgarska.

## Historia banacko-bułgarskiej normy literackiej
Język banacko-bułgarski używa własnego pisma, utworzonego na podstawie chorwackiej wersji alfabetu łacińskiego i zachowuje wiele dawnych form języka używanego w Bułgarii. Został skodyfikowany w 1866 roku przez Stowarzyszenia Nauczycieli w Vindze. Czyni to literacki banacko-bułgarski normą literacką starszą od języka literackiego używanego w Bułgarii. Najważniejszym dziełem jest Balgarskotu pravopisanj autorstwa Józu Rilla, nauczyciela z Vingi. Ortografia banacko-bułgarska opiera się na zasadzie fonetycznej – wyrazy zapisuje się tak, jak się je wymawia. Banacko-bułgarski język literacki jest używany w literaturze, w druku, w kościele i mediach z niewielkimi różnicami dialektalnymi. W latach 1860–1896 język bułgarski był głównym językiem nauczania w bułgarskich szkołach w Banacie. Później został zastąpiony przez węgierski, a po 1918 roku przez rumuński lub serbsko-chorwacki.

## Cechy języka banacko-bułgarskiego
Banacko-bułgarski język literacki jest oparty na gwarach osadników bułgarskich w Banacie, które należą do gwar północno-wschodniobułgarskich. Ważną cechą fonologiczną jest obecność wąskiego /e/, które jest wymawiane zamiast akcentowanego /ε/ oraz redukcja /o/ do /u/ i najbardziej charakterystyczna cecha wschodnich dialektów bułgarskich – redukcja /e/ do /i/. Banaccy Bułgarzy mówią puljé zamiast polé, sélu zamiast sélo, ugníšti zamiast ogníšte. Charakterystyczną cechą języka banacko-bułgarskiego jest także obecność spółgłosek palatalizowanych w wygłosie, co jest spotykane również w wielu innych językach słowiańskich, ale nie w literackim bułgarskim – cecha ta występuje tylko w niektórych gwarach. Z tego powodu Wielkanoc to po bułgarsku Великден Velikden, a w języku banacko-bułgarskim brzmi Velikdenj.
Pod względem leksykalnym język banackich Bułgarów ma wiele zapożyczeń z języka niemieckiego (np. drot z niem. Draht, ‘drut’; gang z niem. Gang ‘wejście, korytarz’), a także węgierskiego i serbskiego, co wynika z bliskich kontaktów Bułgarów banackich z innymi narodami wieloetnicznego Banatu. Zapożyczenia w języku banacko-bułgarskim stanowią około 20% słownictwa.

## Alfabet
Alfabet łaciński używany przez Bułgarów banackich:
| Łacinka Odpowiednik w cyrylicy IPA | А а Ъ /ɤ/        | Á á А /a/ | B b Б /b/         | C c Ц /ts/ | Č č Ч /tʃ/ | Ć ć Ќ (кь) /kʲ/ | D d Д /d/ | Dz dz Ѕ (дз) /dz/ | Dž dž Џ (дж) /dʒ/ | E e Е /ɛ/ | É é Ѣ /e/ |
| Łacinka Odpowiednik w cyrylicy IPA | F f Ф /f/        | G g Г /ɡ/ | Gj gj Ѓ (гь) /ɡʲ/ | H h Х /h/  | I i И /i/  | J j Й, Ь /j/    | K k К /k/ | L l Л /l/         | Lj lj Љ (ль) /lʲ/ | M m М /m/ | N n Н /n/ |
| Łacinka Odpowiednik w cyrylicy IPA | Nj nj Њ (нь) /ɲ/ | O o О /ɔ/ | P p П /p/         | R r Р /r/  | S s С /s/  | Š š Ш /ʃ/       | T t Т /t/ | U u У /u/         | V v В /v/         | Z z З /z/ | Ž ž Ж /ʒ/ |

## Przykłady
Przykładowy tekst w języku banacko-bułgarskim:

Idin denj dáskalćata ij pukázala na dicáta idno svetiče sas idna familija. U svetičitu idno ud mončitata ij imálu različna fárba na ćikata ud kaćétu drugjijete členve na familijata. Idno ud dicáta ij rékalu, či tuj ij taj zaradi či mončitu ij blo usinuvénu. Katu ij čulu tuj, idno mumiče ij izviknalu:
— Ás znája satu za usinuvevanjétu!

— Kako zlamenuva da badiš usinuvén? – ij pitalu idno drugu dite.

— Zlamenuva, či u mestu da rastéš u kuréma, rastéš u sarcito na mámi.

Ten sam tekst w literackim języku bułgarskim:

Един ден учителката показала на децата една снимка на едно семейство. На снимката едно от момчетата имало различен цвят на косата за разлика от останалите членове на семейството. Едно от децата казало на учителката, че това е така, тъй като момчето е било осиновено. Като чуло това, едно момиче извикало!
— Аз зная всичко за осиновяването! 

— Какво означава да бъдеш осиновен? – попитало едно друго дете.

— Означава, че вместо да растеш в корема, растеш в сърцето на майка си.